# Eigenmannia bumba
Eigenmannia bumba — вид гімнотоподібних риб родини Sternopygidae. Описаний у 2022 році.

## Назва
Назва виду bumba посилається на фольклорного персонажа Бумба Меу Боя, який поширений на півночі Бразилії.

## Поширення
Ендемік Бразилії. Поширений в басейні річки Меарім.